# Maximilian von Proskowetz

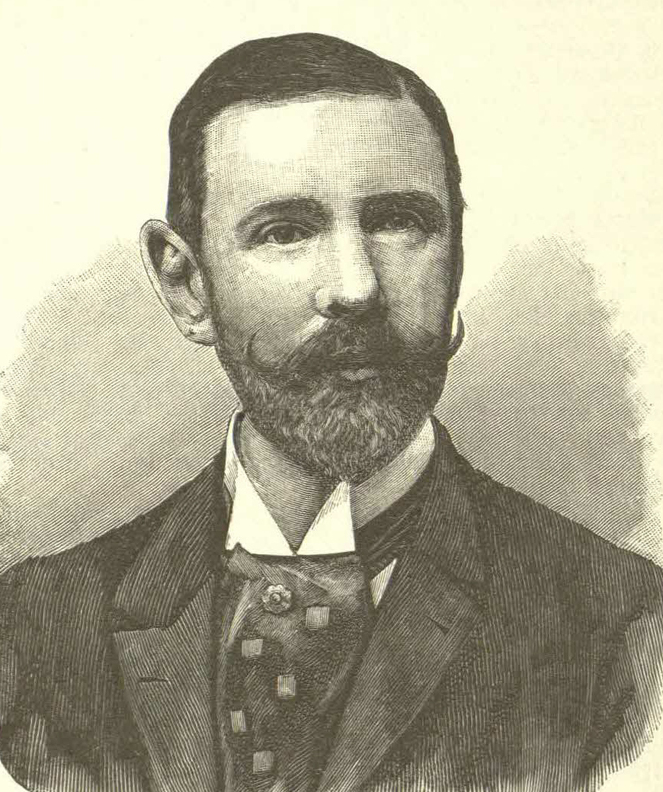
Maximilian von Proskowetz

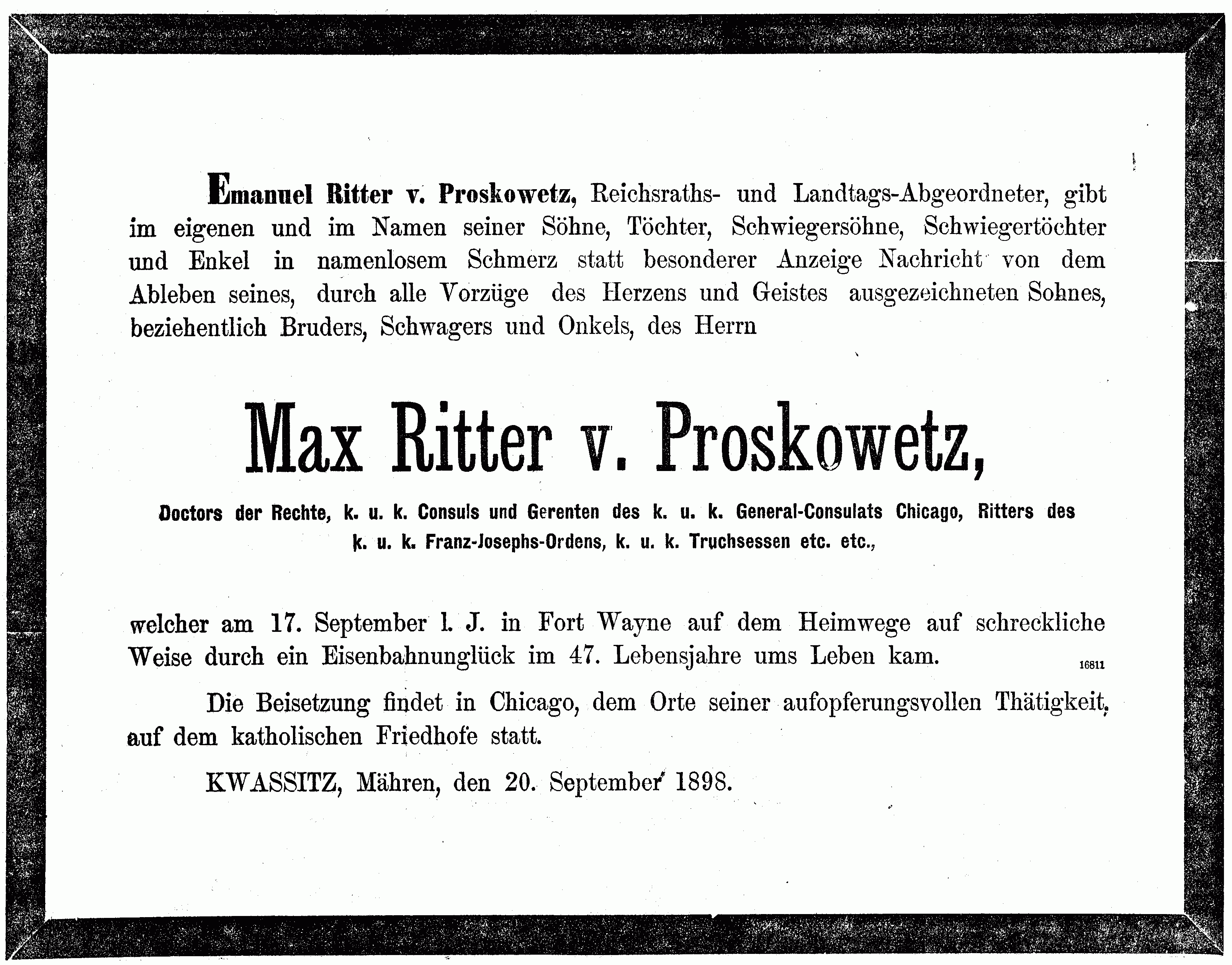
Todesanzeige, Neue Freie Presse

Max von Proskowetz, genauer Maximilian Proskowetz von Proskow und Marstorff (* 4. November 1851 in Kwassitz, Mähren; † 19. September 1898 in Fort Wayne, Indiana) war ein österreichischer Agronom, Diplomat und Reiseschriftsteller.

## Leben und Werk
Der zweite Sohn des Großindustriellen und Herrenhaus-Abgeordneten Emanuel von Proskowetz (1818–1909) wurde nach einem Unfall jahrelang durch Privatlehrer unterrichtet und lernte zahlreiche Sprachen. Er erwies sich auch bald als begabter Zeichner und Maler. Nach der Matura 1869 am Schottengymnasium in Wien studierte Proskowetz Rechtswissenschaften an der Universität Wien (Doktorat 1874).
Nach kurzer Tätigkeit bei einem Anwalt interessierte sich Proskowetz aber mehr für die Landwirtschaft, arbeitete 1875 als Volontär auf einem Gut im österreichischen Schlesien und studierte in der Folge Bodenkultur in Wien und Halle. Proskowetz interessierte sich besonders für die Verwendung von Kunstdünger und er unternahm 1878 gemeinsam mit seinem älteren Bruder Emanuel (1849–1944) eine ausgedehnte Studienreise durch Europa. Über das Gesehene berichteten die beiden in „Landwirtschaftlichen Reisebriefen“. 1880 durchreiste er Aegypten, Palästina, Syrien, Kleinasien, die europäische Türkei und Griechenland und publizierte 1881 die Broschüren „Streifzüge eines Landwirts“ und „Landwirtschaftliche Reisebriefe aus dem Orient“.
Nach einigen Jahren der Arbeit auf den eigenen Gütern, wo sich Proskowetz auch dem Kampf gegen den verbreiteten Alkoholismus der Landbevölkerung widmete, brach er 1888 zu einer großen Russlandreise auf, die ihn bis in den Kaukasus und, auf der neu eröffneten transkaspischen Eisenbahn nach Buchara und Samarkand brachte. 1889, nach seiner Heimkehr, publizierte er noch im selben Jahr seine lebendig geschriebenen Reisetagebücher unter dem Titel „Vom Newastrand nach Samarkand. Durch Rußland auf neuen Geleisen nach Innerasien“. In der Folge widmete er sich der Vorbereitung und Durchführung des internationalen land- und forstwirtschaftlichen Kongresses in Wien (1890).
Um die überseeischen landwirtschaftlichen Großbetriebe, vor allem jene Nordamerikas, kennenzulernen, machte sich Proskowetz 1894 gemeinsam mit seinem jüngeren Bruder Felix auf eine Weltreise. In seinen letzten Jahren war er im österreichischen konsularischen Dienst tätig – zuerst in Smyrna und New York, ab 1897 dann als Konsul in Chicago. Auf dem Weg nach New York City starb Proskowetz an den Folgen eines Sturzes von der Plattform eines Eisenbahnwaggons.
Er war Ritter des Franz-Joseph-Ordens.

## Publikationen
- Vom Newastrand nach Samarkand. Durch Russland auf neuen Geleisen nach Inner-Asien. Einleitung Hermann Vámbéry. Illustrationen Rudolf Hausleithner. Wien/Olmütz, Ed. Hölzel, 1889.
- H(ermann) Kuffner, Max von Proskowetz (Einleitung): Der landwirthschaftliche Betrieb der Zuckerfabrik Lundenburg. Fromme, Wien 1890, OBV.
- Gustav Skutezky, Max von Proskowetz (Einleitung): Der landwirtschaftliche Betrieb der Drnowitzer Zuckerfabrik zu Wischau. Fromme, Wien 1890, OBV.
- Julie Proskowetz von Proskow und Marstorff, Max von Proskowetz (Hrsg.): Tagebuchblätter!. S.n., s. l. 1891, OBV.